# Inspectah Deck
Jason Hunter, pseud. art. Inspectah Deck (wym. /ɪnˈspɛktə dɛk/) oraz Rebel INS (ur. 6 lipca 1970, na Bronksie w Nowym Jorku) – amerykański raper, producent muzyczny i członek amerykańskiej formacji hip-hopowej Wu-Tang Clan. Na amerykańskiej scenie hip-hopowej zadebiutował w 1993 roku na albumie Wu-Tang Clan zatytułowanym Enter the Wu-Tang (36 Chambers), gdzie rapował w takich utworach jak „C.R.E.A.M.” oraz „Protect Ya Neck”, które dzisiaj uważane są za przełomowe dla nowojorskiego hip-hopu.
Amerykański raper Talib Kweli na swoim blogu umieścił zwrotkę Huntera z utworu „Triumph” na 2. miejscu listy „najlepszych zwrotek hip-hopowych wszech czasów”, a Mickey Hess w książce Hip Hop in America: A Regional Guide napisał, że „Triumph dostarcza jedną z najlepszych, najbardziej ekspresywnych zwrotek w historii hip-hopu”.

## Dyskografia
Albumy
- Uncontrolled Substance (1999)
- The Movement (2003)
- Manifesto (2010)
- Chamber No. 9 (2019)

jako Czarface
- Czarface (2013)
- Every Hero Needs a Villain (2015)
- A Fistful of Peril (2016)
- Czarface Meets Metal Face (2018)
- Czarface Meets Ghostface (2019)
- Double Dose of Danger (2019)